# Melaloncha lacerna
Melaloncha lacerna är en tvåvingeart som beskrevs av Brown 2006. Melaloncha lacerna ingår i släktet Melaloncha och familjen puckelflugor. Inga underarter finns listade i Catalogue of Life.